# Томислав Петернек
Томислав Петернек (Винковци, 22. мај 1933 — Београд, 24. март 2024) био је српски фотограф и уметник.

## Биографија
Рођен је у Винковцима где је завршио Реалну гимназију. Фотографијом се бавио од 1954. године. Новинском фотографијом почео је да се бави у „Светлости“ (Крагујевац). По доласку у Крагујевац, једно време је радио у фабрици радио-апарата „Шумадија“.
Убрзо долази у Београд, и наставља у „Борби“, „Спорт и свету“, „Младости“, „Југословенској ревији“, „Економској политици“.
Фотографисао је последице Земљотреса у Скопљу 1963. и пола века касније их представио на изложби у Скопљу.
Од 1970. био је уредник фотографије у београдском недељнику НИН. На тој дужности остаје до пензионисања 1993. године. У том периоду објављује око седамсто насловних страница овог значајног политичког часописа.
Упоредо уз рад у фото-журнализму, Петернек се бавио и примењеном фотографијом, рекламном, модном, подводном.
Био је учесник многобројних групних изложби фотографије, члан УЛУПУДСА-а, и Удружења новинара Југославије и Србије.
При Југословенском институту за новинарство покреће образовни смер за фото-репортере 1985. Као ментор одсека едукује преко три стотине младих људи, од којих су данас већина њих значајна имена у области новинске фотографије.
Од 1980. године бавио се подводном фотографијом: снимао је у Јадранском мору, Карипском мору, Индијском океану, Црвеном мору.
Као пензионер, од 1993. године деловао је као слободни уметник. Радио је фотографије за разне листове широм света. Акредитован дописник при Министарству информисања Југославије од великих фото агенција; Reuters, Eastlight, Contrast, UNICEF, а последњих осам година за Corbis-Sygm-у из Париза.
По њему је названа награда „Томин шешир”.
Пореклом је био Чех. Био је отац новинарке и водитељке Тање Петернек Алексић и деда глумице Тамаре Алексић.
Преминуо је 24. марта 2024. године у Београду у 91. години живота.

## Фотографска звања
- Члан СУЛУЈ-а од 1960;
- Мајстор фотографије Фото-савеза Југославије, од 1967;
- Артист FIAP (AFIAP), од 1967;
- Екселенција FIAP (EFIAP), од 1973.

## Ауторске књиге
- Петернек : живот с фотографијом, Београд: РефотБ, 2009.